# Buxerolles (Vienne)
Buxerolles é uma comuna francesa na região administrativa da Nova Aquitânia, no departamento de Vienne. Estende-se por uma área de 9,1 km². Em 2010 a comuna tinha 10 180 habitantes (densidade: 1 118,7 hab./km²).